# 켈빈 킵툼
켈빈 킵툼 체루이요트(영어: Kelvin Kiptum Cheruiyot, 1999년 12월 2일~2024년 2월 11일)는 케냐의 육상 선수로 주 종목은 마라톤이다. 2023년 10월 마라톤 세계 기록을 갱신했으며 2024년에 교통 사고로 사망했다.

## 경력
1999년(1996년생이라는 주변인 증언도 있으나, 공식적으로는 99년생) 케냐 엘도레트에서 가난한 칼렌진인 농부의 아들로 태어났다.
2023년 10월 8일 열린 2023년 시카고 마라톤에서 2시간 00분 35초로 결승선을 통과하며 마라톤 풀코스 세계 기록을 갱신하였다. 종전 세계 기록인 엘리우드 킵초게의 2시간 01분 09초 기록을 34초 앞당겼다.

## 사망
킵툼은 현지 시간으로 2024년 2월 11일 밤 11시 경, '자신이 운전하던 차량으로 제르베 하키지마나 코치와 함께 이동 중 엘도레트-캅타가트 대로에서 교통 사고로 사망했다'고 엘게요 마라크웨트 카운티 경찰국장인 피터 멀린지가 밝혔다. 하키지마나 코치도 현장에서 사망했다.

## 경력
- 2022 발렌시아 마라톤(영어판) 1위
- 2023 런던 마라톤 1위
- 2023 보스턴 마라톤 1위
- 2023 시카고 마라톤 1위